# 楊順明 (嘉靖進士)
楊順明（？—？），字晋甫，四川順慶府南充縣人，民籍，明朝政治人物。

## 生平
正德十一年（1516年）丙子科四川鄉試舉人，嘉靖五年（1526年）丙戌科二甲第七十七名進士。授蒲州知州。十六年（1537年）任陕西金州知州。